# Edmar Mednis
Edmar John Mednis (22 de març de 1937 - 13 de febrer de 2002) fou un Gran Mestre d'escacs, estatunidenc d'origen letó, i un molt respectat escriptor d'escacs.

## Biografia
Va néixer a Riga, Letònia, però al final de la II Guerra Mundial, la família va anar a viure als Estats Units. Tot i que havia estudiat enginyeria química, va treballar com a corredor de borsa, però el camp on més va destacar va ser en l'escriptura de llibres d'escacs. Va escriure vint-i-sis llibres d'escacs, i centenars d'articles, i, juntament amb en Robert Byrne, va comentar moltes partides per a l'Informador escaquístic. El 1982 va escriure Practical Rook Endings (Finals de torre pràctics), un dels seus llibres de més èxit.

## Resultats destacats en competició
El 1955 es proclamà campió de l'Estat de Nova York. El mateix any, va ser segon al Campionat del món juvenil, rere el futur campió del món Borís Spasski, tot fent taules a la seva partida individual. Fou el primer jugador que va batre en Bobby Fischer en un Campionat d'escacs dels Estats Units. Empatà al tercer lloc al Campionat dels Estats Units de 1961-62.
El 1979 va participar en el Torneig Interzonal de Riga, la seva ciutat de naixement. En torneigs, fou tercer a Houston 1974, empatà al quart lloc a New York 1980, i empatà al primer lloc a Puerto Rico 1984.

### Olimpíades d'escacs
Mednis va participar representant els Estats Units en dues Olimpíades d'escacs, el 1962 i el 1970, amb un resultat global de 12 punts de 18 partides (+11, =2, -5), un 66,7%.
| Any  | Olimpíada              | Ciutat | Tauler     | Guanyades | Taules | Perdudes | %     | Classif. equip |
| ---- | ---------------------- | ------ | ---------- | --------- | ------ | -------- | ----- | -------------- |
| 1962 | XV Olimpíada d'Escacs  | Varna  | 2n suplent | 5         | 0      | 2        | 71,4% | 4t (de 37)     |
| 1970 | XIX Olimpíada d'Escacs | Siegen | 2n suplent | 6         | 2      | 3        | 63,6% | 4t (de 48)     |

## Partides destacades
- La seva victòria contra Fischer:

Fischer-Mednis, Campionat USA, (1962): 1.e4 e6 2.d4 d5 3.Nc3 Bb4 4.e5 c5 5.a3 Bxc3+ 6.bxc3 Qc7 7.Nf3 Bd7 8.a4 Ne7 9.Bd3 Nbc6 10.O-O c4 11.Be2 f6 12.Ba3 O-O 13.Re1 Rf7 14.exf6 gxf6 15.Bf1 Re8 16.Nh4 Ng6 17.Qh5 Rg7 18.g3 Qa5 19.Bb2 Nd8 20.Re3 Nf7 21.Kh1 Nd6 22.Nxg6 hxg6 23.Qe2 Rh7 24.Kg1 Kf7 25.h4 f5 26.Qf3 Ne4 27.Qf4 Rc8 28.Bg2 Qc7 29.Qxc7 Rxc7 30.a5 Rc6 31.Ba3 Ra6 32.Bb4 Rh8 33.Ree1 Bc6 34.Bf3 Nd2 35.Be2 Ne4 36.Kg2 Nf6 37.Rh1 Be8 38.Kf3 Ne4 39.Ke3 Nf6 40.f3 Bd7 41.g4 Be8 42.Kf4 Bb5 43.h5 gxh5 44.Rag1 Be8 45.Ke3 b6 46.axb6 Rxb6 47.Ra1 Rb7 48.Bd6 Rh7 49.gxf5? (Mednis considerà que aquesta era la jugada perdedora, perquè dona a les negres un segon peó passat, i que era millor 49.g5) exf5 50.Rh4 Ke6 51.Bh2 Rb2 52.Kd2 Rhb7 53.Kc1 R2b6 54.Bf1 Ng8 55.Bf4 a5 56.Rh2 a4 57.Bh3 Ne7 58.Bg5 Kf7 59.Re2 Re6 60.Rxe6 Kxe6 61.Kd1 Nc8 62.Kd2 Bd7 63.Bg2 Ra7 64.Re1+ Kd6 65.Bh6 a3 66.Bf8+ Kc6 67.Bc5 Ra8 68.Ra1 a2 69.Ke3 Nd6 70.Kf4 Nb5 71.Bb4 h4 72.Bh3 Nc7 73. Be7 0-1
- Una victòria aclaparadora contra el futur candidat al títol mundial Jan Timman:

Mednis-Timman, Sombor (1974): 1.e4 c5 2.Nf3 e6 3.d4 cxd4 4.Nxd4 Nf6 5.Nc3 d6 6.g4 Nc6 7.g5 Nd7 8.Be3 Nc5 9.Qd2 a6 10.O-O-O Bd7 11.f4 b5 12.Bg2 b4 13.Nce2 Rb8 14.Kb1 Qc7 15.h4 a5 16.h5 a4 17.g6 b3 18.gxf7+ Kxf7 19.cxb3 axb3 20.a3 h6 21.Rhf1 Nxd4 22.Nxd4 Ke8 23.Qf2 Bc8 24.e5 Rb6 25.f5 Bb7 26.fxe6 dxe5 27.Qg3 Bxg2 28.Qg6+ Kd8 29.Nb5+ Rd6 30.Qxg2 1-0